# Вана (Немачка)
Вана (њем. Wanna) општина је у њемачкој савезној држави Доња Саксонија. Једно је од 57 општинских средишта округа Куксхафен. Према процјени из 2010. у општини је живјело 2.340 становника. Посједује регионалну шифру (AGS) 3352055.

## Географски и демографски подаци
Вана се налази у савезној држави Доња Саксонија у округу Куксхафен. Општина се налази на надморској висини од 5 метара. Површина општине износи 53,9 km². У самом мјесту је, према процјени из 2010. године, живјело 2.340 становника. Просјечна густина становништва износи 43 становника/km².